# Stellifer ephelis
Stellifer ephelis es una especie de pez de la familia Sciaenidae en el orden de los Perciformes.

## Hábitat
Es un pez de clima tropical y demersal.

## Distribución geográfica
Se encuentra en el Pacífico oriental: el Perú.